# Never Seen the Light of Day
Albums de Mando Diao
Ode to Ochrasy
(2006) Give Me Fire
(2009)
Singles
Never Seen the Light of the Day est le quatrième album du groupe de rock suédois Mando Diao. Il est sorti en 2007.

## Liste des titres
1. If I Don't Live Today, Then I Might Be Here Tomorrow (2 min 00 s)
2. Never Seen the Light of Day (4 min 12 s)
3. Gold (3 min 54 s)
4. I Don't Care What People Say (1 min 51 s)
5. Mexican Hardcore (4 min 37 s)
6. Macadam Cowboy (1 min 42 s)
7. Train on Fire (2 min 52 s)
8. Not a Perfect Day (2 min 54 s)
9. Misty Mountains (2 min 54 s)
10. One Blood (6 min 42 s)
11. Dalarna (7 min 54 s)

## Singles
1. Never Seen The Light Of Day - Single (2007)
2. If I Don't Live Today, Then I Might Be Here Tomorrow - Single (2007)
3. Train On Fire - Single (2008)

## Composition du groupe
- Gustaf Norén (chant, guitare, orgue, percussion)
- Björn Dixgård (vocals, guitare)
- Carl-Johan « CJ » Fogelklou (chœur, basse, orgue)
- Samuel Giers (chœur, batterie, percussion)
- Mats Björke (claviers)